# Megint tanú
A Megint tanú című 1994-ben készült színes, magyar filmszatíra, Bacsó Péter nagy sikerű filmjének, A tanúnak negyed évszázaddal később készített folytatása. Ez a film közvetlenül a rendszerváltás utáni időkben játszódik. A történet a film elkészülte előtt két évvel, 1992-ben már könyv formájában megjelent. Budapesten és Kisorosziban forgatták.

## Cselekmény
Ismét tanú lesz Pelikán József, a most már nyugdíjas gátőr. Szemtanúja a most születő új demokráciának, a kibontakozó kapitalista gazdaságnak. A címszereplő büntetlen, naiv ember, a múltja tiszta, mint egy mosópor-reklám, ezért akarják a maguk céljára felhasználni különböző hatalmi csoportok. Polgármestert akarnak csinálni belőle Oroszváron, ezen a kicsiny, de fontosnak tartott dunai szigeten. És újra elkezdődnek Pelikán József keserves, de mulatságos kalandjai. A nemzetközi helyzet egyre csak fokozódik, és emberünk újra rádöbben arra: az élet nem habos torta. A Duna vízszintje egyre emelkedik, s ő vissza akar menni a gátra.

## Szereplők
- Kállai Ferenc (Pelikán József)
- Cserhalmi György (Szipák Béla)
- Szacsvay László (ifj. Virág Árpád)
- Bodrogi Gyula (Szalai Dezső)
- Fehér Anna (Hédike)
- Lázár Kati (Malvin)
- Czintos József (Babinecz, a búgócsigagyáros vállalkozó)
- Benkő Gyula (Gyula gróf)
- Both Béla (Bástya elvtárs)
- Bicskey Károly (Gulyás Elemér)
- Kaszás Géza (fényképész)
- Csiszár Imre (tv-bemondó)
- Székely B. Miklós
- Galkó Balázs

## Bakik
A filmben Pelikán azt mondja, hogy 1928-ban született. Nos, Pelikánnak legalább 15 évvel korábban kellett megszületnie, mert az első részben, ami a személyi kultusz idején játszódik, 44 éves volt, legalábbis Kállai Ferenc az első rész forgatásának évében annyi volt, és nem valószínű, hogy egy 20 évest egy negyvenes férfi játszik el, mivel az első részben Pelikánnak 8 gyereke volt, akik közül egy (Gizi) már a 18-at is betöltötte. Azonkívül visszatér Pelikán felesége, aki Pelikán szerint 30 éve (1964-ben) elhagyta egy román uszályos miatt. Pelikán az első részben is megemlíti az asszony tettét, tehát az asszony legalább 45 éve hagyhatta el.

## Nézettség
A nézettségi adatok szerint 79 161 jegyet adtak el rá.